# NGC 160
NGC 160 je čočková galaxie v souhvězdí Andromedy. Její zdánlivá jasnost je 12,6m a úhlová velikost 2,3′ × 1,2′. Je vzdálená 241 milionů světelných let, průměr má 160 000 světelných let. Galaxii objevil 5. prosince 1785 William Herschel.